# وولفرشتت
وولفرشتت (به آلمانی: Wulferstedt) یک منطقهٔ مسکونی در آلمان است که در ام گرابن براچ واقع شده‌است. وولفرشتت ۸۴۴ نفر جمعیت دارد.